# Michael Kernberger
Michael Kernberger (* 24. Januar 1997 in Klagenfurt am Wörthersee) ist ein österreichischer Eishockeyspieler, der seit Mai 2021 bei den Graz 99ers in der Österreichischen Eishockey-Liga spielt.

## Karriere
Kernberger begann seine Karriere bei seinem Heimatstadtverein EC KAC und durchlief diverse Jugendabteilungen. In der Saison 2015/16 kam er zu seinen ersten Einsätzen in der Erste Bank Eishockey Liga. 
Nach der Saison 2020/21 und seinem ersten österreichischen Meistertitel entschied er sich, den KAC zu verlassen und zu den Graz 99ers zu wechseln, um mehr Spielanteile zu bekommen.

## Erfolge und Auszeichnungen
- 2014 Österreichischer U20-Meister mit dem EC KAC
- 2021 Österreichischer Meister mit dem EC KAC

## Karrierestatistik
(Legende zur Spielerstatistik: Sp oder GP = absolvierte Spiele; T oder G = erzielte Tore; V oder A = erzielte Assists; Pkt oder Pts = erzielte Scorerpunkte; SM oder PIM = erhaltene Strafminuten; +/− = Plus/Minus-Bilanz; PP = erzielte Überzahltore; SH = erzielte Unterzahltore; GW = erzielte Siegtore; 1 Play-downs/Relegation; Kursiv: Statistik nicht vollständig)